# Якоб-лжец (фильм, 1974)
«Якоб-лжец» (нем. Jakob, der Lügner) — фильм 1974 года режиссёра Франка Байера по одноимённому роману Юрека Беккера.
Единственный фильм ГДР, нормировавшийся на премию «Оскар». Первый фильм ГДР, включенный в программу Берлинского кинофестиваля, проводившегося в Западном Берлине, и получивший приз «Серебряный медведь».
Работа над фильмом началась в 1963 году, но производство было остановлено, в том числе из-за противодействия Польши. Сценарист переделал сценарий в роман, и в 1972 году, после того как книга получила успех и ряд премий, работа над фильмом возобновилась. Однако Польша затягивала согласование актёров и не дала принять участие в фильме Ежи Зельнику. Кандидатуру Хайнца Рюмана на главную роль отверг лично Глава ГДР Эрих Хонеккер.

## Сюжет
Варшавское гетто в оккупированной Германией Польше.
Работающий на разгрузке вагонов Якоб, доставленный в немецкую комендатуру за нарушения режима комендантского часа, слышит там идущий по радио репортаж о наступлении Красной Армии.
Ускользнув от уснувшего пьяным немецкого офицера, Якоб, вернувшись к своим друзьям, рассказывает им, что русские уже близко.
Но друзья ему не верят, сомневаются, что он смог убежать из комендатуры. Тогда Якоб лжёт, что у него есть своё радио — преступление, наказуемое смертью.
Это ставит Якоба в трудное положение, так как его постоянно просят рассказать о новостях. И Якоб рассказывает о якобы слышанных им по радио репортажах об успехах Красной Армии.
В его ложных сообщениях отчаявшиеся и голодающие жители гетто обретают надежду на освобождение.
Фильм заканчивается отправкой Якоба и остальных обитателей гетто в концлагеря.

## В ролях
- Властимил Бродский — Якоб
- Эрвин Гешоннек — Ковальский, ближайший друг Якоба
- Петер Штурм — Шмидт
- Мануэла Симон — Лина
- Генри Хюбхен — Миша
- Бланш Коммерель — Роза
- Дежё Гараш — герр Франкфуртер
- Жужа Гордон — фрау Фракфуртер
- Фридрих Рихтер — профессор Киршбаум
- Маргит Бара — Жозефа
- Армин Мюллер-Шталь — Роман Штамм
- Эдвин Мариан — Абрахам

## Производство фильма
Автор романа и сценарист фильма Юрек Беккер, сам ребёнком вместе с матерью прошедший нацистские концлагеря Равенсбрюк и Заксенхаузен, слышал от своего отца рассказ о человеке из Лодзинского гетто, который владел радио и, рискуя жизнью, передавал новости из внешнего мира. Став в 1960 годах сценаристом, Беккер решил написать сценарий по мотивам рассказа отца.

### Первая попытка
10 января 1963 года Беккер представил 32-страничный проект сценария в киностудию ДЕФА. Студия одобрила проект, выплатив автору 2000 марок аванса. 15 декабря 1965 года Беккер передал киностудии 185 страниц готового сценария. 9 февраля 1966 года сценарий был утверждён Министерством культуры ГДР и киностудия, назначив режиссёром Франка Байера, приступила к съемкам.
27 июня 1966 года производство фильма было остановлено.
Причиной обычно называют[кто?] то, что в декабре 1965 года на очередном пленуме СЕПГ киностудия ДЕФА подверглась критике за съёмку фильмов, несовместимых с марксистской идеологией. Летом 1966 года был снят с показа фильм режиссёра Франка Байера «Сад камней», дирекции студии был объявлен выговор, а на режиссёра наложен временный запрет на работу в кино.
Однако биограф Бекера Беате Мюллер писала, что, хотя последствия пленума и сыграли свою роль в снятии фильма, но «было бы неверно возлагать на них всю ответственность»: сценарий был утверждён уже после пленума, ни Беккер, ни фильм не были упомянуты на пленуме, а если дело было бы только в режиссёре — студия могла бы просто назначить другого режиссёра.
Кроме того, сам Бекер писал, что фильм был одобрен на политическом уровне, отмечая, что цензура никогда и не пыталась помешать съёмкам, и указывал другие причины: основные съёмки планировались в Польше, главным образом в бывшем Краковском гетто, а Польша, вначале дав разрешение на съёмки, затем его отозвала, отказав в совместной съёмке фильма и его финансировании. Киностудии ДЕФА же просто не хватало бюджета на съёмку фильма, так как запрет в 1965 году ряда фильмов сильно ударил по её финансовому состоянию.
Юрек Беккер считал, что чувствительность темы Холокоста в Польше стояла за неприятием фильма.

### Вторая попытка
Отказ от фильма побудил Беккера переделать сценарий в роман. «Якоб-лжец» был впервые опубликован в 1969 году в издательстве Aufbau-Verlag и был успешен у читателей и критиков, получил Премию Генриха Манна, а также несколько литературных премий за рубежом, в том числе в Западной Германии.
Западногерманская телевизионная сеть ZDF предложило Беккеру экранизировать роман, но он обратился на студию DEFA, предложив им возобновить работу над незавершенной картиной 1966 года. Фильм, который и раньше положительно воспринимался студией, был снова принят в совместное производство студией DEFA.
16 марта 1972 года между Беккером и киностудией DEFA был подписан контракт. Он передал 105-страничный сценарий 22 июня 1972 года, но окончательный 152-страничный вариант был утвержден студией только 7 января 1974 года. Режиссёром снова стал Франк Байер, которые к тому времени уже вернулся в кино.
На этот раз режиссёр полностью отказался от съёмок в Польше, решив снимать в Чехословакии. Но Польша и в этот раз ставила препятствия фильму: на роль Миши планировался польский актёр Ежи Зельник, но польская сторона затянула согласование, и в итоге роль получил Генри Хюбхен. Однако режиссёр не хотел снимать без польских актёров. Вопрос была решён только после личного вмешательства заместителя министра культуры ГДР Гюнтера Кляйна.
Студия ZDF, желающая участвовать в съемках, финансировать и получить права на фильм, настаивала на исполнении главной роли западногерманским актёром Хайнцом Рюманом, в годы войны освобождённым от мобилизации лично Геббельсом, ставшим «государственным артистом» Третьего Рейха, в 1946 году прошедшим денацификацию. Студия DEFA не могла пойти на это: роль друга главного героя — вторую главную роль — играл Эрвин Гешоннек, прошедший нацистские концлагеря Заксенхаузен и Дахау, один из 350 узников выживших среди 5000 «пассажиров» плавучей тюрьмы «Кап Аркона». Также нацистские концлагеря прошёл Петер Штурм, назначенный на роль Шмидта. Глава ГДР Эрих Хонеккер лично отвергнул возможность участия в фильме Рюмана.
Фильм был профинансирован в равных долях киностудией DEFA и каналом DFF, бюджет был определён в 2 411 600 восточногерманских марок и был довольно средним для фильмов ГДР 1970-х годов.
Съёмки шли с 12 февраля по 22 мая 1974 года. После монтажа и незначительных изменений, в октябре студия приняла картину, работа над фильмом была завершена 3 декабря 1974 года.
В 1975 году в журнале «Экран» было опубликовано большое интервью о фильме режиссёра Франка Байера кинокритику Майе Туровской, в котором помимо прочего режиссёр отметил, что не сожалеет о 10-летней задержке фильма, напротив, она пошла на пользу фильму — фильм задумывавшийся изначально в документальной стилистике приобрёл жанр притчи-трагикомедии.

## Показ
Ни киностудия ДЕФА, ни Минкультуры ГДР не ожидали успеха фильма: в мае 1974 года был проведён опрос, согласно которому число будущих зрителей оценили не более чем в 300 тыс. По этой причине было решено не показывать фильм в кинотеатрах, а премьерный показ дать сразу по телевидению.
Показ состоялся на первом канале государственного телевидения ГДР (Fernsehen der DDR, 1. Programm) в прайм-тайм воскресного вечера 22 декабря 1974 года — так в канун Рождества фильм увидели миллионы зрителей.
Премьера состоялась 17 апреля 1975 года в кинотеатре «Космос». Фильм вышел в прокат всего в 17 копиях, но, несмотря на то, что он уже был показан на телевидении, в течение 13 недель было продано 89 279 билетов, а к концу года число зрителей составило 164 253.
Фильм пользовался редким для фильмов ГДР международным успехом: он был экспортирован в 25 иностранных государств, из которых только пять были внутри Восточного блока: Венгрия, Куба, Болгария, Румыния и Чехословакия. Большинство фильмов ГДР 1970-х годов редко показывались более чем в одном некоммунистическом государстве, в то время как фильм «Якоб-лжец» был приобретён дистрибьюторами, в том числе Западной Германии, Австрии, Соединённых Штатах, Греции, Италии, Японии и Израиле.

## Критика
Сюжет разработан Юреком Беккером и режиссёром Франком Байером тонко и эмоционально. Подкупает сочетание деталей страшного быта гетто со сказочными фантастическими сценами, сочетание трагизма с добрым и грустным юмором. Особенно же хороши исполнители главных ролей — чешский актёр Властимил Бродский и немецкий актёр Эрвин Гешоннек. Им удалось пронести благородную тему человеческого достоинства, дружбы и самоотверженности. Трагические судьбы их героев взывают из прошлого, которое не должно повториться!— Искусство кино, 1976

Бережно, ненавязчиво, без дешёвого пафоса и сентиментальности, Байер рассказывает историю о людях посреди ужаса… 
Замечательное качество этого спокойного фильма достигается не в последнюю очередь превосходной игрой актёров.— Die Zeit, 1976

Фильм удивительно лишён чего-либо похожего на коммунистическую пропаганду… Бродский силён, смешон и пронзителен. Фильм иллюстрирует замечание Марка Твена о том, что Смелость — это сопротивление страху, а не его отсутствие.— The New York Times, 1977

Удачная экранизация романа студии DEFA, обычно поставленная, но великолепно сыгранная. Свидетельство глубокой человечности.— Das Lexikon des Internationalen Films
На сравнение кинокритика Майи Туровской сюжета фильма с пьесой М. Горького «На дне», где странник Лука рассказывает «утешительную ложь» обитателям ночлежки, режиссёр ответил:

Да, и при этом речь идёт о людях, поставленных в ситуацию полной безнадёжности. Никто в нашем мире не может жить долго без всякой надежды — вот в чём суть. При определённых условиях надежда может оказаться важнее даже, чем кусок хлеба. Действительность, в которой люди существуют, как и перспективы могут быть так беспросветны и страшны, что иллюзия становится необходимостью.— режиссёр Франк Байер

## Награды и номинации
- 1975 — Национальной премией ГДР второй степени за работу над картиной отмечены: сценарист Юрек Беккер, режиссёр Франк Байер, исполнитель главной роли Властимил Бродский, исполнитель второй роли Эрвин Гешоннек, драматург Герд Герике и оператор Гюнтер Марчинковски.
- 1975 — Премия «Серебряный медведь» исполнителю главной роли Властимилу Бродскому на 25-м Берлинском кинофестивале.
- 1977 — Номинация на премию «Оскар» в категории лучший фильм на иностранном языке.

## Ремейк
В 1999 году режиссёром Питером Кассовицем был снят ремейк фильма, оказавшийся провальным в прокате: при бюджете в 45 млн долларов сборы составили лишь около 5 млн долларов.